# Anton Joseph Kerner
Anton Joseph Kerner, Marilaun lovagja (Alsó-Ausztria, Mautern an der Donau, 1831. november 12. – Bécs, 1898. június 21.) osztrák botanikus és egyetemi tanár. Botanikai szakmunkákban nevének rövidítése: „A. Kern”.

## Életpályája
Anton Joseph Kerner 1831. november 12-én született az Alsó-Ausztriai Mauternben. Tanulmányait 1848-tól 1853-ig a bécsi egyetemen folytatta, 1854-ben lett orvosdoktor, 1858-ban a Budapesti Műszaki és Gazdaságtudományi Egyetem elődje, a Josefs Polytechnikum természettudományi tanára lett. 1860-ban az Innsbrucki Egyetem botanikai tanára, 1878-ban kinevezték a bécsi egyetem professzorának és a botanikus kert igazgatójának.
Kerner klasszikus műve, a Das Pflanzenleben der Donauländer című könyv (Innsbruck 1863), amely a magyar puszta és az Alpok közötti terület növényzetének leírását tartalmazza. Új módszereket alkalmazott, leírta az erdők rétegszerkezetét, és rámutatott a növényzet kialakulásának a klímatikus viszonyokkal és a talajjal való kapcsolatára.
Kerner külföldi kísérleteket is tett, azzal a céllal, hogy feltárja a különböző magasságok éghajlati hatását a 300 faj növekedésére. 1875-ben létrehozta az első alpesi kertet a tiroli Blaserben.
Kerner a darwini evolúció elméletének követője volt, mely a rovarok változékonyságát és az új fajok megjelenésének alapját képezte, többek között Gregor Mendellel és Charles Darwinnal.
A bécsi botanikus kertben Richard Wettstein volt az utódja, aki egyben a veje is lett, amikor feleségül vette Kerner lányát, Adelét.

## Főbb munkái
- Der Jauerling. In: Verhandlungen der Zoologisch-Botanischen Gesellschaft in Wien, 5, 1855, S. 521–524.
- Flora der Bauerngärten in Deutschland. In: Verhandlungen der Zoologisch-Botanischen Gesellschaft in Wien, 5, 1855, S. 787–826.
- Das Hochkar: eine pflanzengeografische Skizze. In: Verhandlungen der Zoologisch-Botanischen Gesellschaft in Wien, 7, 1857, S. 517–530.
- Niederösterreichische Weiden. Ueberreuter, Wien, 1860 doi:10.5962/bhl.title.15620
- Die Cultur der Alpenpflanzen. Wagner, Innsbruck, 1864
- Novae plantarum species Tiroliae, Venetiae, Carnioliae, Carinthiae Styriae et Austriae. Innsbruck, 1870, doi:10.5962/bhl.title.9835.

### Magyarul
- A Duna menti országok növényvilága. A magyar Alföld és a Bihar-hegység; ford. Madas László, szerk. Oroszi Sándor; Dr. Zólyomi Bálintné Barna Piroska Alapítvány–OEE Erdészettörténeti Szakosztály, Budapest, 2004 (Erdészettörténeti közlemények)
- Másfél évszázad növényföldrajzi gondolataiból; szerk. Bartha Dénes, Oroszi Sándor; NYME Erdőmérnöki Kar Növénytani Tanszék, Sopron, 2004 (Tilia)